# D920 (Corrèze)
De D920 is een departementale weg in het Zuid-Franse departement Corrèze. De weg loopt van de grens met Haute-Vienne via Uzerche en Brive-la-Gaillarde naar de grens met Lot. In Haute-Vienne loopt de weg als D420 verder naar Limoges en Parijs. In Lot loopt de weg verder als D820 naar Cahors en Toulouse.

## Geschiedenis
Oorspronkelijk was de D920 onderdeel van de N20. In 2006 werd de weg overgedragen aan het departement Corrèze, omdat de weg geen belang meer had voor het doorgaande verkeer vanwege de parallelle autosnelweg A20. De weg is toen omgenummerd tot D920.